# Peter Carey
Peter Philip Carey (ur. 7 maja 1943 w Bacchus Marsh w stanie Wiktoria) – australijski pisarz, dwukrotny laureat Nagrody Bookera. Na jego twórczość oprócz powieści składają się również opowiadania i książki dla dzieci. W swojej twórczości eksploruje kolonialną przeszłość Australii. Laureat Nagrody im. Miles Franklin za utwory: Święty spokój (1981), Oskar i Lucynda (1989) oraz Jack Maggs (1998).

## Wybrana twórczość
- The Fat Man in History (1974) – opowiadania, wyd. pol. Rola grubasa w historii, Spółdzielnia Wydawnicza 1986, tłum. Anna Wiśniewska-Walczyk
- War Crimes (1979) – opowiadania
- Bliss (1981) – wyd. pol. Święty spokój, Czytelnik 1990, tłum. Jolanta Kozak
- Jack Maggs (1997) – wyd. pol. Prószyński i S-ka 2003, tłum. Wojciech M. Próchniewicz
- Oscar and Lucinda (1988) – wyd. pol. Oskar i Lucynda, Prószyński i S-ka 2000, tłum. Wacław Sadkowski
- The Big Bazoohley: A Story for Children (1995)
- True History of The Kelly Gang (2000) – wyd. pol. Prawdziwa historia Neda Kelly’ego, Prószyński i S-ka 2000, tłum. Magdalena Gawlik-Małkowska
- 30 Days in Sydney: A Wildly Distorted Account (2001)
- My Life As a Fake (2003) – wyd. pol. Historia pewnej mistyfikacji, Wydawnictwo Muza 2004, tłum. Bogumiła Nawrot
- Theft: A Love Story (2006) – wyd. pol. Złodziejstwo czyli historia miłosna, Bellona 2006, tłum. Maja Kittel
- His Illegal Self (2008) – wyd. pol. Nielegalne dzieciństwo, Wydawnictwo Muza 2009, tłum. Elżbieta McIver
- Parrot and Olivier in America (2010) – wyd. pol. Parrot i Olivier w Ameryce, Świat Książki 2011, tłum. Magdalena Słysz
- The Chemistry of Tears (2012) – wyd. pol. Chemia łez, Wielka Litera 2013, tłum. Edyta Basiak